# Siphlonurus ireneae
Siphlonurus ireneae is een haft uit de familie Siphlonuridae. De wetenschappelijke naam van de soort is voor het eerst geldig gepubliceerd in 1990 door Alba-Tercedor.
De soort komt voor in het Palearctisch gebied.